# 乔·亨特·斯宾塞
乔·亨特·斯宾塞（英语：Jon Hunter Spence，1945年7月30日—2011年6月20日  ）是美国的简·奥斯汀研究学者。他2003年出版的传记《成为简·奥斯汀》于 2007 年被改编成由安妮·海瑟薇主演的故事片。

## 教育经历
斯宾塞在佐治亚大学获得英语文学学士学位，在杜兰大学获得文学硕士学位，并在伦敦国王学院获得博士学位。他曾回到乔治亚州任教一段时间，后来又分别在沙特阿拉伯的沙特国王大学、日本的广岛大学和同志社大学任教。 他是澳大利亚简·奥斯汀协会编辑委员会的长期成员，于 2011年5月成为澳大利亚公民，并于次月在他位于悉尼双湾的家中自杀。  

## 传记作品《成为简·奥斯汀》
斯宾塞的传记作品《成为简·奥斯汀》于 2003 年出版。威斯康星大学麦迪逊分校的英语教授约瑟夫·维森法斯 (Joseph Wiesenfarth) 在一篇评论中指出，该作品“至少是过去四分之一世纪出版的关于奥斯汀的最佳六本书籍之一。这是一本非常有学问的书，它的文笔非常清晰，并且读起来很令人愉快。这项研究是如此充实、广泛和详尽，以至于给人一种斯宾塞建立在它之上的任何猜想都具有基石的感觉。他对简·奥斯汀的性格和个性的描写以及对她小说的解读给读者留下了深刻的印象，因为他对这位作家及其作品有着长期而亲密的了解。” 维森法斯还指出，这本书一定需要“在尘封的、被忽视的档案中进行研究”，他相信这会导致“对奥斯汀小说精心而深入的阅读，以及对作者性格的唤起”。 
Becoming Jane Austen是一项深入的学术研究，这为 2007 年上映的电影《成为简·奥斯汀》提供了灵感，而斯宾塞也是这部电影的顾问。 

## 作品
- 《简·奥斯汀家族的百年遗嘱，1705–1806》 (2001) (编辑)
- 《成为简·奥斯汀》(2003 & 2007)[5]
- 《简·奥斯汀的兄弟在国外：爱德华·奥斯汀的游历记》(2005) (编辑)